# Luciano Luciani
Luciano Luciani (Amantea, 1880 – ...) è stato un pianista italiano.
Contribuì notevolmente al diffondersi della cultura musicale nel suo territorio, la provincia di Cosenza, grazie alla sua opera di insigne didatta.

## Biografia
Sedicesimo figlio del pianista e direttore di banda Domenico Luciani, prima della grande guerra ancora bambino, si trasferì con la famiglia nel Capoluogo Cosentino, dove apprese dal padre e dai fratelli maggiori l'arte del pianista intrattenitore.  
I figli di Domenico erano quasi tutti musicisti, alcuni di alto livello, ed è in questo ambiente che si forma l'esperienza musicale di Luciano Luciani, in un periodo in cui nella città di Cosenza erano fiorenti numerosi teatri che iniziavano in quegli anni anche la proiezione di film muti, con l'avvento del cinema. 
Ancora adolescente cominciò le sue esperienze proprio accompagnando i film muti, subito dopo la prima guerra mondiale, a partire dagli anni venti, insieme al fratello Francesco al Politeama, ex Salone Margherita, molto frequentato a Cosenza, oppure intrattenendo le serate del circolo ufficiali della sua città e nella varie sale da ballo che nascevano numerose in quegli anni, fino al disastro dello scoppio della guerra nel 1940.
Alla fine della seconda guerra mondiale, l'Italia era alle prese con la ricostruzione, ma anche con la voglia di dimenticare le tragedie del conflitto, e la voglia di divertirsi andava di pari passo con la voglia di ricominciare. Ancora una volta i fratelli Luciani furono protagonisti, alternandosi di sala in sala nel portare gioia e allegria ai cosentini, e diffondendo anche l'interesse per la musica alle nuove generazioni.